# Dværghamster
Afrikanske Dværghamster er en gruppe af store hamstere, der tilhører slægterne Phodopus og Cricetulus. De anvendes som kæledyr.

## Arter
Phodopus-slægten (korthalede dværghamstere):
- Phodopus campbelli, Campbells dværghamster, eller Campbells
- Phodopus roborovskii, Afrikansk dværghamster (savannen)
- Phodopus sungorus, Vinterhvid dværghamster

Cricetulus-slægten (rottelignende hamstere):
- Cricetulus griseus, Kinesisk dværghamster.

## Udseende
Afrikanske Dværghamstere har færre farver end den syriske guldhamster, men hannerne har en flot manke omkring deres hoved, mens hunnerne ingen manke har da de er meget små. Afrikanske dværghamstere lever som regel mellem 15 og 25 måneder og når en længde på 8-10 cm.
Den kinesiske hamster har en længde på 10-12 cm og lever normalt mellem 2,5 og 3 år. Roborovski-hamsteren er den mindste og måler kun 4-5 cm og lever i 3 til 3,5 år. Vinterhvid har en længde på 8-10 cm såvel som Campbells.
Vinterhvide adskiller sig fra de andre arter ved, at de kan skifte til en anden farve om vinteren.
Campbells er den dværghamster, som findes i flest forskellige farver.

## Sibirisk dværghamster og hybrider
Nogle vil også mene, at der er en art, der hedder sibirisk dværghamster, men det var fordi man før i tiden kaldte både vinterhvid og campbells for sibiriske dværghamstere, men dette skabte for meget forvirring, og Dansk Hamster Forening anbefaler, at man ikke bruger betegnelsen mere, og de har indført stamtavler på ægte vinterhvide og campbells. Hos vinterhvide og campbells, uden stamtavle, kan man være 99,9 procent sikker på, at de er en blanding af campbells og vinterhvide, også kaldet hybrider. Ulempen ved dette er, at der blandt andet er forskel i størrelsen på de to arter, og derfor vil en vinterhvid hun have svært ved at føde unger på størrelse med campbells. Hybrider er ikke det samme som raceblanding eksempelvis gadekryds, da det er arter man blander, det kan sammenlignes med at parre en hest og et æsel eller en løve og en tiger.